# Santa María Ixhuatán
Santa María Ixhuatán é uma cidade da Guatemala do departamento de Santa Rosa. 